# Göttelhöf
Göttelhöf ist ein Gemeindeteil der Gemeinde Gerhardshofen im Landkreis Neustadt an der Aisch-Bad Windsheim (Mittelfranken, Bayern). Die Gemarkung Göttelhöf hat eine Fläche von 3,859 km². Sie ist in 398 Flurstücke aufgeteilt, die eine durchschnittliche Fläche von 9696,49 m² haben. In ihr liegt neben dem namensgebenden Ort der Gemeindeteil Altenbuch.

## Geografie
Nördlich des Dorfes liegt der Göttelhöfer Berg, im Osten das Waldgebiet Dachsbau und im Südosten die Bertholdwaldung. Gemeindeverbindungsstraßen führen nach Willmersbach (1,5 km nordöstlich), zur Staatsstraße 2414 bei Hohholz (1,6 km südöstlich) und an Altenbuch vorbei die Bundesstraße 470 kreuzend nach Rappoldshofen (3 km nordwestlich).

## Geschichte
Der Ort wurde 1317/22 als „Katelnhoustete“ erstmals urkundlich erwähnt. Das Hochstift Würzburg trug zu dieser Zeit Konrad von Pahres (vgl. auch Kästel) im Ort zwei Huben und den Zehnten von einer dieser Huben als Lehen auf. 1404 unterstand „Ködelhofe“ bereits dem Amt Dachsbach der Burggrafschaft Nürnberg. Burggraf Johann III. verlieh in diesem Jahr Wilhelm von Seckendorff den kleinen Zehnten des Ortes. 1434 wurden im burggräflichen Salbuch zwei Bauern in „Kotelhoffen“ verzeichnet, die das Reutgeld an das Amt Dachsbach zu entrichten hatten. 1502/06 bestand „Kotelhoff“ aus zwei Höfen, die dem Herrn Targas von Heßberg gehörten. Im Jahre 1718 gab es im Ort sechs Untertansfamilien.
Gegen Ende des 18. Jahrhunderts gab es in Göttelhöf vier Anwesen. Das Hochgericht übte teils das brandenburg-bayreuthische Kasten- und Jurisdiktionsamt Dachsbach, teils das brandenburg-bayreuthische Stadtvogteiamt Neustadt an der Aisch aus. Die Dorf- und Gemeindeherrschaft hatte das Kastenamt Neustadt an der Aisch. Grundherren waren das Kastenamt Neustadt (1 Häckersgut, 1 Tropfhaus) und das Rittergut Neuhaus (2 Güter).
Von 1797 bis 1810 unterstand der Ort dem Justizamt Dachsbach und Kammeramt Neustadt. 1810 kam Göttelhöf an das Königreich Bayern. Im Rahmen des Gemeindeedikts wurde Göttelhöf dem 1811 gebildeten Steuerdistrikt Diespeck und der 1813 gebildeten Ruralgemeinde Dettendorf zugewiesen. Mit dem Zweiten Gemeindeedikt (1818) entstand die Ruralgemeinde Göttelhöf, zu der Aichen, Altenbuch, Burgstall und Sengersberg gehörten. Sie war in Verwaltung und Gerichtsbarkeit dem Landgericht Neustadt an der Aisch zugeordnet und in der Finanzverwaltung dem Rentamt Neustadt an der Aisch (1919 in Finanzamt Neustadt an der Aisch umbenannt, seit 1972 Finanzamt Uffenheim). Drei Anwesen unterstanden jedoch bis 1848 in der freiwilligen Gerichtsbarkeit dem Patrimonialgericht Neuhaus der Freiherren von Crailsheim. Ab 1862 gehörte Göttelhöf zum Bezirksamt Neustadt an der Aisch (1939 in Landkreis Neustadt an der Aisch umbenannt). Die Gerichtsbarkeit blieb beim Landgericht Neustadt an der Aisch (1879 in das Amtsgericht Neustadt an der Aisch umgewandelt). Die Gemeinde hatte 1964 eine Gebietsfläche von 3,885 km².
Am 1. Juli 1971 wurde Göttelhöf im Zuge der Gebietsreform in Bayern nach Gerhardshofen eingemeindet.

## Einwohnerentwicklung
Gemeinde Göttelhöf
| Jahr      | 1818   | 1840   | 1852   | 1855   | 1861   | 1867   | 1871   | 1875   | 1880   | 1885   | 1890   | 1895   | 1900   | 1905   | 1910   | 1919   | 1925   | 1933   | 1939   | 1946   | 1950   | 1952   | 1961   | 1970   |
| Einwohner | 128    | 149    | 185    | 182    | 161    | 147    | 148    | 159    | 168    | 166    | 148    | 133    | 122    | 126    | 112    | 114    | 112    | 100    | 98     | 131    | 125    | 126    | 122    | 119    |
| Häuser    | 27     | 26     |        |        |        |        | 30     |        |        | 29     | 29     |        | 30     |        |        |        | 24     |        |        |        | 23     |        | 24     |        |
| Quelle    | [ 15 ] | [ 16 ] | [ 17 ] | [ 17 ] | [ 18 ] | [ 19 ] | [ 20 ] | [ 21 ] | [ 22 ] | [ 23 ] | [ 24 ] | [ 17 ] | [ 25 ] | [ 17 ] | [ 26 ] | [ 17 ] | [ 27 ] | [ 17 ] | [ 17 ] | [ 17 ] | [ 28 ] | [ 17 ] | [ 11 ] | [ 29 ] |

Ort Göttelhöf
| Jahr      | 001818 | 001840 | 001861 | 001871 | 001885 | 001900 | 001925 | 001950 | 001961 | 001970 | 001987 | 002016 | 002020 |
| Einwohner | 85     | 100    | 98     | 99     | 111    | 77     | 80     | 89     | 87     | 85     | 90     | 131    | 144    |
| Häuser    | 17     | 18     |        |        | 19     | 19     | 18     | 17     | 18     |        | 32     |        |        |
| Quelle    | [ 15 ] | [ 16 ] | [ 18 ] | [ 20 ] | [ 23 ] | [ 25 ] | [ 27 ] | [ 28 ] | [ 11 ] | [ 29 ] | [ 30 ] | [ 31 ] | [ 1 ]  |

## Religion
Göttelhöf ist seit der Reformation evangelisch-lutherisch geprägt und bis heute nach St. Peter und Paul (Gerhardshofen) gepfarrt.